# Marina Cayo Largo
Marina Cayo Largo är en ort i Kuba.   Den ligger i provinsen Isla de la Juventud, i den västra delen av landet, 190 km söder om huvudstaden Havanna. Marina Cayo Largo ligger 6 meter över havet och antalet invånare är 150. Den ligger på ön Cayo Largo.
Terrängen runt Marina Cayo Largo är mycket platt.